# Абхази Костянтин Миколайович
Князь Костянтин (Коте) Миколайович Абхази (груз. კონსტანტინე (კოტე) ნიკოლოზის ძე აფხაზი, (в Росії — Абхазів) — 25.09.1867 — 20.5.1923) — грузинський військовий і політичний діяч, Генерал-майор Російської імператорської армії (1916) та національної армії Грузинської Демократичної Республіки (1918), предводитель дворянства Тифліської губернії.

## Біографія
Народився 25 вересня 1867 року в селі Карденахи в регіоні Кахетія в багатій і знатній родині. Він був сином князя Ніколоза Абхази і княгині Ніно Чавчавадзе, сестри видатного грузинського письменника і громадського діяча Іллі Чавчавадзе.

### На російській службі
Закінчив Тбіліський кадетський корпус і 1-ше військове Павлівське училище (1886)в Санкт-Петербурзі. У 1890 році поступив на службу в російську армію.
- Підполковник (1908). Командир 4-ї батареї Кавказької гренадерської артилерійської бригади.
- 21.03.1911 звільнений у відставку з виробництвом[яким?] в чин полковника.
- Після закінчення служби брав участь у багатьох соціально-економічних проектах, у тому числі в будівництві залізниці в Грузії.
- Обраний предводителем дворянства Тифліської губернії (13.01.1913).
- З початком Першої світової війни знову визначений на військову службу з чином підполковника (ВП 15.09.1914) з призначенням командиром знову формованої Кавказької артилерійською бригадою (і збереженням посади предводителя дворянства).
- У квітні 1915 року відправився на Західний фронт, де брав участь у боях до грудня 1915 року.
- Генерал-майор (1916). Розпорядженням нового намісника на Кавказі Великого князя Миколи Миколайовича відряджений в Тифліс для виконання посади предводителя дворянства.
- 04.06.1916 року переобраний губернським предводителем дворянства на нове триріччя (1916—1918). Призначений складатися у розпорядженні Головнокомандувача Кавказьким фронтом.
- 25.10.1916 року обраний від дворянства Тифліської губернії в Державний Рада (на 5-річний термін від поточного 9-річчя).
- 21.02.1918 звільнений на пенсію.

### У незалежній Грузії
Повернувшись до Грузії, отримав чин генерала (1918) грузинській армії і став одним із засновників Національно-демократичної партії Грузії (1917). За його участю в лютому 1918 року був заснований Тбіліський Державний Університет. У 1917-1919 роках був членом Національної Ради Грузії, а в 1921 році став головою (головою ЦК) Національно-демократичної партії Грузії.

### В радянській Грузії
На початку 1921 року в Грузії була встановлена радянська влада за підтримки 11 армії Радянської Росії, змусили меншовицький уряд покинути країну. Однак Абхази залишився в Грузії і вступив у підпільний рух Комітет з питань незалежності Грузії, в якому він очолив Військовий Центр. Він керував організацією партизанських загонів в Пшаво-Хевсуретії і Кахетії (1921—1923).

## Потомство
Син Абхази Микола (помер в 1987 році) та його дружина-уродженка Shanghai Пеги Пембертон Картер (Peggy Pemberton Carter; померла в 1994 році) переселилися до Канади і почали в 1946 році будівництво добре відомого Саду Абхази (Abkhazi Garden) [Архівовано 19 лютого 2011 у Wayback Machine.]
у місті Вікторія на острові Ванкувер в Британській Колумбії, Канада.

## Нагороди
Ордени:
- Святої Анни 3-го ступеня (1906);
- Святого Станіслава 2-го ступеня (1910);
- Святого Володимира 4-го ступеня з мечами і бантом (1915);
- Святого Володимира 3-го ступеня з мечами (1916).

## Пам'ять
Іменем Коте Абхази названа вулиця в Тбілісі (колишня — Леселідзе).